# Nassunia fortis
Nassunia fortis är en insektsart som beskrevs av Walker. Nassunia fortis ingår i släktet Nassunia och familjen hornstritar. Inga underarter finns listade i Catalogue of Life.